# Захаров, Игорь Николаевич
И́горь Никола́евич Заха́ров (род. 8 июня 1966, Калуга) — советский и российский футбольный защитник, российский футбольный арбитр региональной категории. Имеет профессию тренера-преподавателя физкультуры.

## Карьера арбитра
В 1997 году закончил карьеру игрока и начал судить. В 2000 году допущен к играм Второго дивизиона, в 2001 году — к играм Первого дивизиона, с 2003 года судит игры Российской Премьер-Лиги. Его дебют как судьи в главной лиге страны состоялся как раз в матче с участием его бывшего клуба — самарских «Крыльев Советов», которые принимали на своём поле 25 мая 2003 года «Спартак-Аланию». В 2005 году стал арбитром ФИФА.

## Скандальные инциденты
Одним из самых запоминающихся моментов в судейской карьере Захарова является потасовка с участием Сергея Овчинникова в матче между «Москвой» и московским «Динамо», прошедшем 25 июля 2006 года. Тогда вспыльчивый вратарь динамовцев, используя нецензурную лексику и применяя силу, пытался доказать то, что мяч в игру надо вводить не с углового, а от ворот, за что заработал длительную дисквалификацию, после чего завершил карьеру. Зрителям особенно запомнился тот момент, когда Овчинников взял Захарова «за грудки».
12 мая 2007 года, после матча 9-го тура Премьер-Лиги между ЦСКА и московским «Спартаком» (1:1), в котором Захаров показал армейцам 2 жёлтых карточки, а спартаковцам — 5, при этом не засчитав чистый гол армейца Жо, его судейство подверг резкой критике капитан «Спартака» — Егор Титов:
— Злой мужичок-боровичок, Захаров, показал в очередной раз, что он главный на поле. Вы же видели, он даже выбежавшей на поле собаке жёлтую дал. Может, я сейчас не прав и во мне говорят эмоции, но Захаров — один из худших и самых наглых арбитров. Вы же видели, что он делал сегодня в первом тайме?

— Ему объяснить нельзя! Я же говорю: по полю ходит злой мужик! У меня вообще очень много информации про Захарова — просто сейчас не хотелось бы говорить.
Кроме этого, Захаров показал жёлтую карточку собаке, выбежавшей на поле.
27 июля 2008 года после матча 15-го тура между «Шинником» и «Тереком» (1:1) ярославцы добивались проведения медицинского освидетельствования судьи, подозревая его в нахождении в состоянии алкогольного опьянения, однако Захаров отказался проходить освидетельствование, мотивируя это отсутствием документации на аппаратуру и нежеланием медицинских работников выдать вторую пробу для отправки её на экспертизу в Москву.
Был признан лучшим российским футбольным арбитром 2008 года по версии газеты «Спорт-Экспресс». В начале 2009 года принял решение о завершении судейской карьеры из-за проблем со спиной.